# Rhyscotus australis
Rhyscotus australis är en kräftdjursart som beskrevs av Lewis1998. Rhyscotus australis ingår i släktet Rhyscotus och familjen Rhyscotidae. Inga underarter finns listade i Catalogue of Life.